# جورج بيكر (ممثل)
جورج بيكر (بالإنجليزية: George Baker)‏ هو كاتب وممثل بريطاني، ولد في 1 أبريل 1931 في بلغاريا، وتوفي في 7 أكتوبر 2011 في المملكة المتحدة. من الجوائز التي نالها رتبة الإمبراطورية البريطانية.

## أعمال

### أفلام
- (1969) في الخدمة السرية لجلالتها
- (1977) الجاسوس الذي أحبني[5]

## جوائز
- رتبة الإمبراطورية البريطانية

## وصلات خارجية
- جورج بيكر على موقع IMDb (الإنجليزية)
- جورج بيكر على موقع ألو سيني (الفرنسية)
- جورج بيكر على موقع ميوزك برينز (الإنجليزية)
- جورج بيكر على موقع أول موفي (الإنجليزية)
- جورج بيكر على موقع قاعدة بيانات برودواي على الإنترنت (الإنجليزية)
- جورج بيكر على موقع قاعدة بيانات الأفلام السويدية (السويدية)
- جورج بيكر على موقع إن إن دي بي (الإنجليزية)
- جورج بيكر على موقع قاعدة بيانات الفيلم (الإنجليزية)
- جورج بيكر على موقع كينوبويسك (الروسية)
- جورج بيكر على موقع كينوبويسك (الروسية)